# Adesmia pentaphylla
Adesmia pentaphylla är en ärtväxtart som beskrevs av Rodolfo Amando Philippi. Adesmia pentaphylla ingår i släktet Adesmia och familjen ärtväxter. Inga underarter finns listade i Catalogue of Life.